# متحف كليمنتي شيبتيتسكي للعمارة الشعبية والحياة الريفية
متحف كليمنتي شيبتيتسكي للعمارة الشعبية والحياة الريفية (بالأوكرانية: Музей народної архітектури та побуту імені Климентія Шептицького، بالإنجليزية: Klymentiy Sheptytsky Museum of Folk Architecture and Rural Life)، المعروف أيضًا باسم شيفتشينكيفسكي هاي (بالأوكرانية: Шевченківський гай، بالإنجليزية: Shevchenkivskyi Hai) هو أحد متاحف الهواء الطلق، يقع في لفيف، أوكرانيا.

## التاريخ
في ربيع 1966، تم إنشاء قسم البناء الشعبي داخل متحف الإثنوغرافيا والفنون والحرف اليدوية، إيذانًا ببدء العمل على إنشاء واحد من متاحف الهواء الطلق. في 1971، أعيد تنظيم القسم ليصبح متحف العمارة الشعبية والحياة الريفية، والذي تم افتتاحه رسميًا للزوار في 1972. تعود فكرة إنشاء مثل هذا المتحف إلى الباحث الأوكراني الشهير إيلاريون سفينتسيتسكي، الذي بدأ مفهوم متحف الهواء الطلق في وقت مبكر من أواخر عشرينيات القرن العشرين.

## معرض

### قطاع بوكوفينا

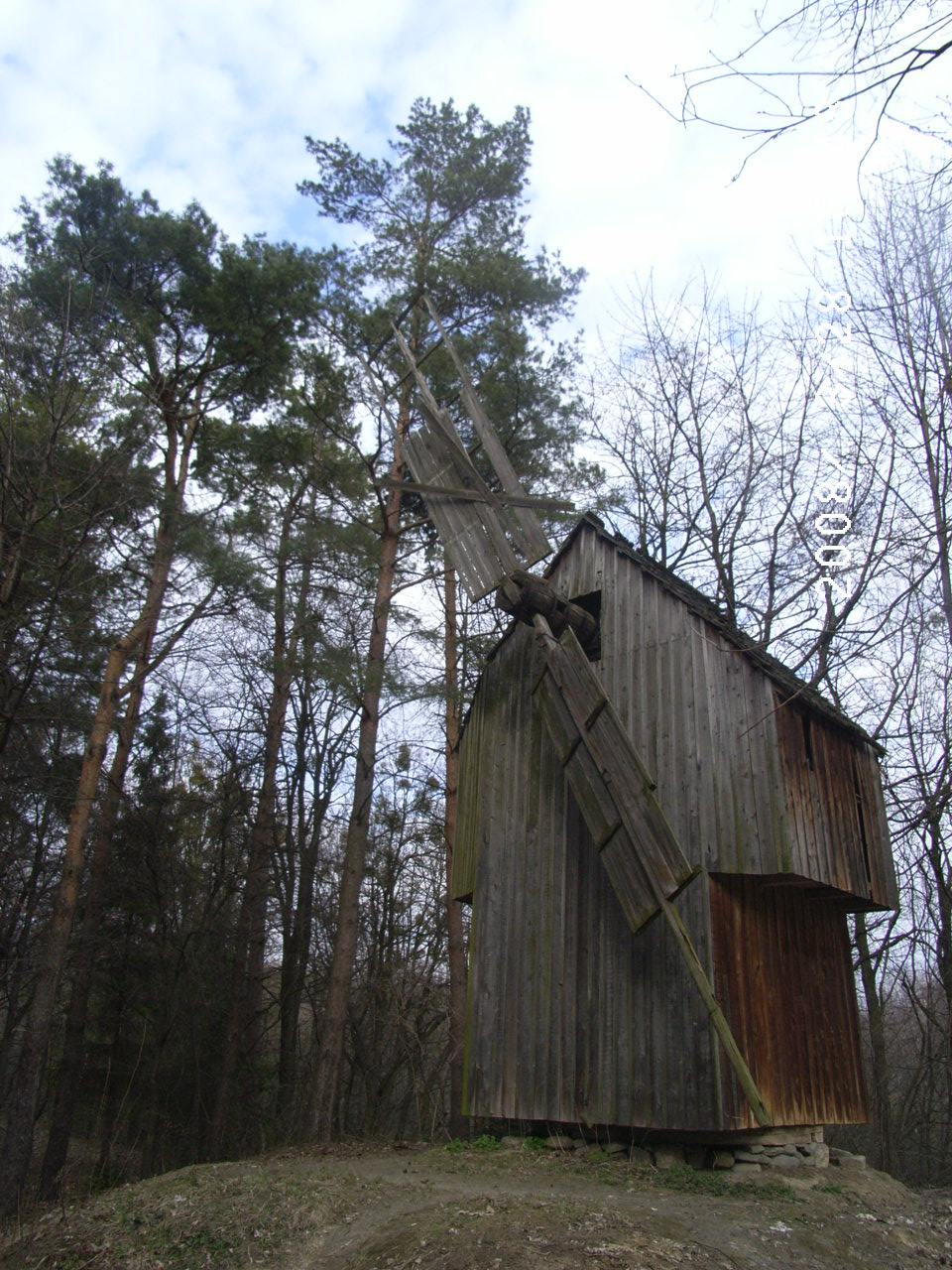
طاحونة هواء
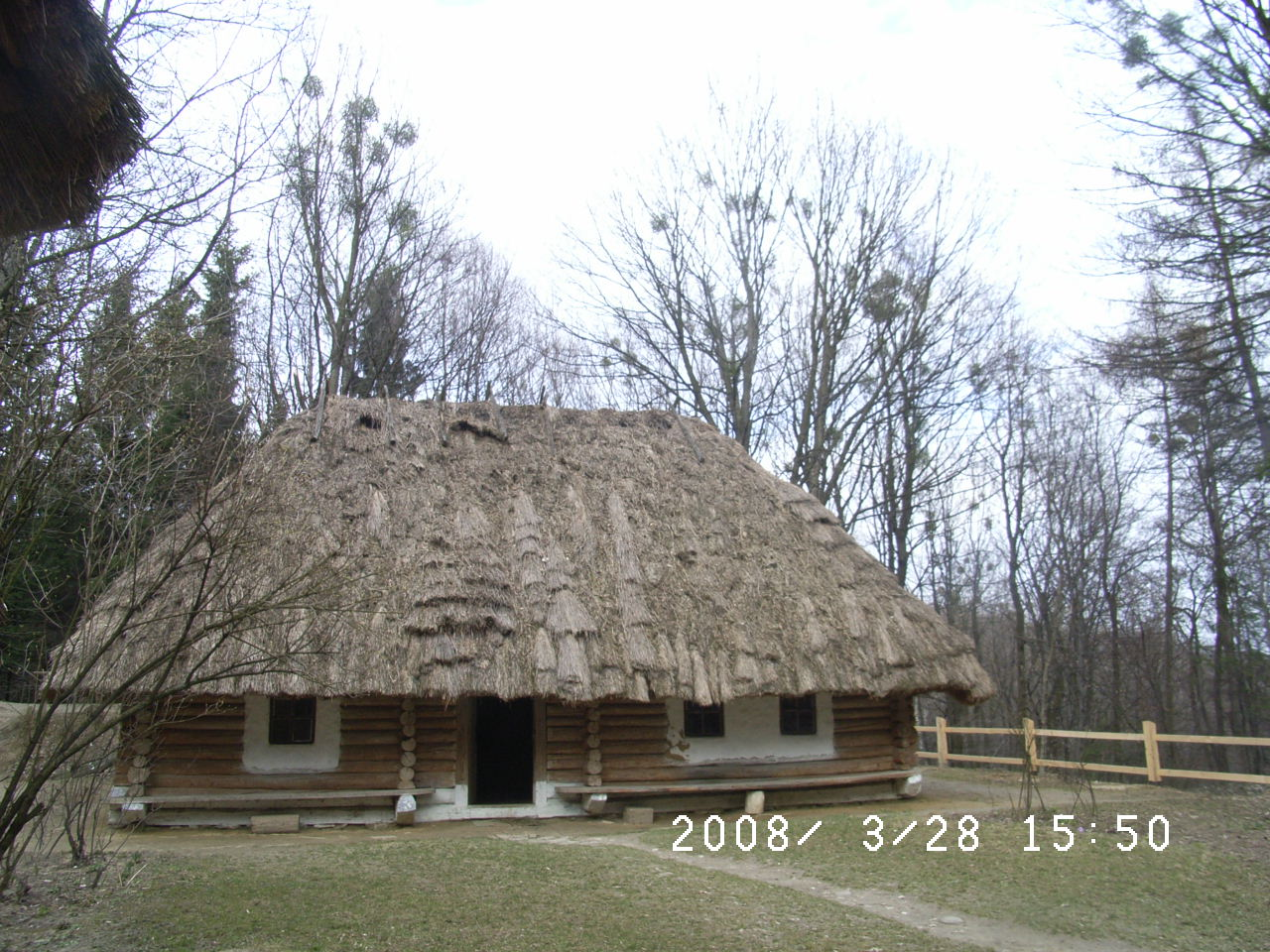
مزرعة
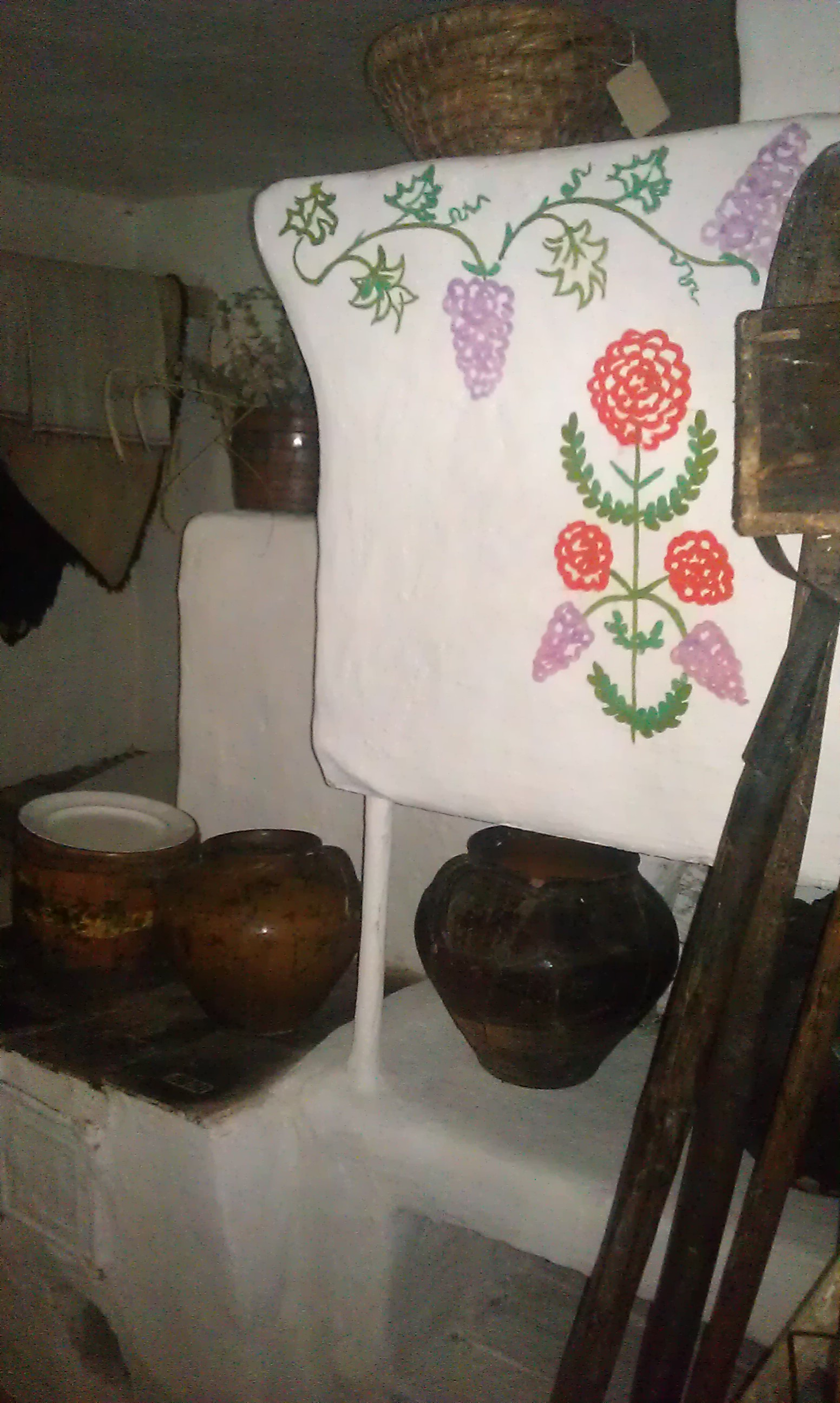
داخل منزل
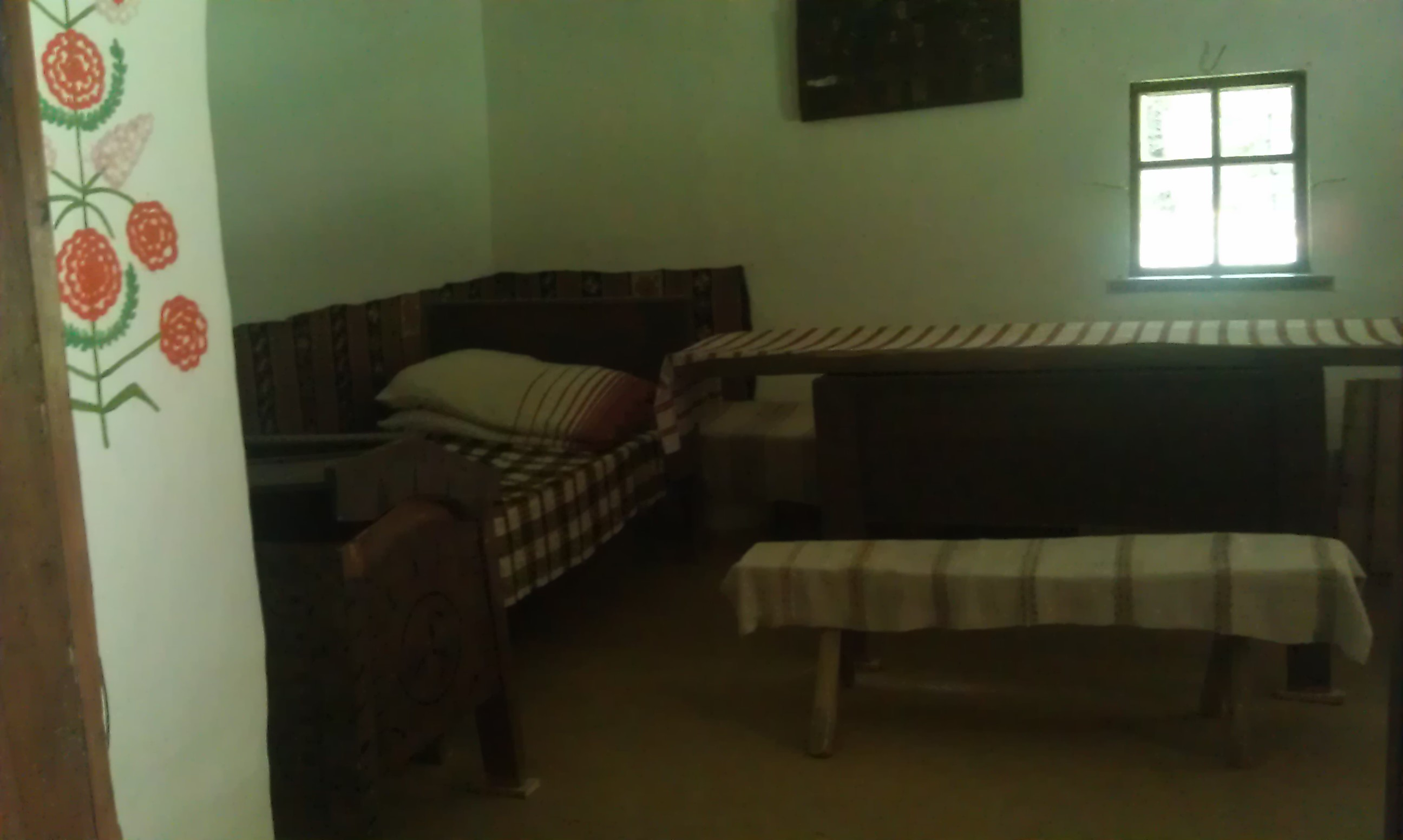
داخل منزل